# 米蘭·加基奇 (1986年)
米蘭·加基奇（1986年11月17日—）是一位塞爾維亞足球運動員。在場上的位置是中場。他現在效力於瑞士足球超級聯賽球隊伯爾尼年輕人體育俱樂部。他也曾經效力于蘇黎世足球俱樂部。